# 贡萨洛·埃切尼克
贡萨洛·埃切尼克（西班牙語：Gonzalo Echenique，1990年4月27日—），意大利男子水球运动员。他先后代表西班牙和意大利参加2016年和2020年夏季奥林匹克运动会水球比赛。